# Júko Emotová
Júko Emoto (japonsky: 恵本 裕子; * 23. prosince 1972 Asahikawa, Japonsko) je bývalá reprezentantka Japonska v judu. Je olympijskou vítězkou z roku 1996

## Sportovní kariéra
Judu se začala věnovat relativně pozdě potom co jí nepřijali do mužského ragbyového týmu na střední škole. Do japonské reprezentace se dostala během vysokoškolských studií. Byla vyznavačkou levého úchopu a aši-waza prováděných vlevo.
Její výsledky v reprezentaci nebyly z pohledu japonského juda dobré a po propadáku na domácím mistrovství světa v roce 1995, kdy jí prvním kole po 11s na ippon vyřadila Michaela Vernerová, byla její nominace na olympijské hry v Atlantě v roce 1996 nečekaná. Důvěru trenéru však nezklamala, dokázala se popasovat s velmi náročným losem a finále zakončila krásnou uči-matou. Získala zlatou olympijskou medaili. Po olympijských hrách šla její výkonnost dolů a v roce 1998 byla z reprezentace vyřazena. V roce 1999 se vdala.

## Výsledky
| Olympijské hry    |    |    |     | 1. |
| Mistrovství světa | —  |    | úč. |    |
| Asijské hry       |    | 2. |     |    |
| Mistrovství Asie  | 3. | —  | 3.  | —  |

## Podrobnější výsledky

### Olympijské hry
| Rok      | Kategorie        |  | 1/32                                   | 1/16                              | čtvrtfinále                   | semifinále                   | finále                                |
| -------- | ---------------- |  | -------------------------------------- | --------------------------------- | ----------------------------- | ---------------------------- | ------------------------------------- |
| LOH 1996 | polostřední váha |  | výhra – waz/osg Taťjana Bogomjagkovová | výhra – (yus) Catherine Fleuryová | výhra – waz/uma Ja'el Aradová | výhra – kok/oug Jenny Galová | výhra – 0:55/uma Gella Vandecaveyeová |

### Mistrovství světa
| Rok     | Kategorie        |  | 1/64                      | 1/32 | 1/16 | čtvrtfinále | semifinále | finále |
| ------- | ---------------- |  | ------------------------- | ---- | ---- | ----------- | ---------- | ------ |
| MS 1995 | polostřední váha |  | prohra Michaela Vernerová | —    | —    | —           | —          | —      |